# Stuw- en sluizencomplex Driel
Het Stuw- en sluizencomplex Driel ligt in de Nederrijn bij het dorp Driel in de gemeente Overbetuwe, in de Nederlandse provincie Gelderland. Het bestaat uit een stuw, een schutsluis, en een vistrap. Het complex is grotendeels gelijk aan dat bij Hagestein en dat bij Amerongen. Met deze drie stuwen gezamenlijk kan een groot deel van de waterhuishouding van Nederland geregeld worden. De Nederrijn (Neder-Rijn) is aangewezen als CEMT-klasse Va met als maximale maten (L × B) 135 × 15 meter.

## Stuw
De stuw heeft een doorvaartbreedte van 2 × 48 meter en 20,6 meter hoogte wanneer geopend. De drempeldiepte van de stuw is NAP +1,2 meter.

## Sluis
De sluiskolk is 260 meter lang met een breedte van 18 meter. De drempeldiepte van de sluis is NAP +1,6 meter. De sluis is voorzien van puntdeuren. Communicatie met de marifoon op VHF-kanaal 20.

## Vistrap
De vistrap of vispassage maakt het voor trekvis mogelijk om stroomopwaarts de Nederrijn op te zwemmen wanneer de stuw dicht is.